# Willem Tijmes
Willem Tijmes (Beilen, 2 januari 1836 - Emmen, 11 november 1902) was een Nederlandse burgemeester.
Tijmes was een zoon van de imker en landbouwer Hendrik Lukas Tijmes en Elizabet Strengnaerts. Tijmes werkte, totdat hij in 1869 benoemd werd als burgemeester en gemeentesecretaris van Emmen, als landmeter in Beilen. Het burgemeesterschap van Emmen vervulde hij 33 jaar tot zijn overlijden in november 1902. In 1885 werd hij tevens benoemd tot plaatsvervangend kantonrechter te Emmen.
Tijmes trouwde op 16 juni 1860 te Beilen met Geesje Santing, dochter van de grutter Jan Luchies Santing en Hillichje Alberts van Achteren. Hun zoon Jan Lugies was arts te Emmen en hun zoon Hendrik was burgemeester van Peize.
In het eerste jaar van zijn burgemeesterschap werd er in Emmen een hunebed geheel verwoest. Krantenberichten uit die tijd gaven aan dat zo iets tijdens het burgemeesterschap van zijn voorganger, Lukas Oldenhuis Tonckens, verhinderd zou zijn. Tijmes stimuleerde omstreeks 1880 een vrijwillige ruilverkaveling in Emmer-Erfscheidenveen, waardoor een betere exploitatie van het veengebied mogelijk werd.